# Alarma de reacción
La alarma de reacción (‘reacción o fase de alarma que sirve para avisar o alertar de algo o alguien’) es la primera fase del síndrome general de adaptación en el cual el organismo, como respuesta a una serie de factores causantes de estrés, reacciona provocando el crecimiento de la corteza suprarrenal, la atrofia aguda del tejido timo-linfático y la aparición de úlceras en el estómago. Dicha respuesta se considera de carácter inespecífico y depende de mecanismos cerebrales, neuroendócrinos y diencéfalo hipofisiarios.